# Texocuixpan
Texocuixpan är en ort i Mexiko.   Den ligger i kommunen Ixtacamaxtitlán och delstaten Puebla, i den sydöstra delen av landet, 140 km öster om huvudstaden Mexico City. Texocuixpan ligger 2 662 meter över havet och antalet invånare är 753.
Terrängen runt Texocuixpan är lite bergig. Runt Texocuixpan är det ganska tätbefolkat, med 65 invånare per kvadratkilometer. Närmaste större samhälle är Emiliano Zapata, 9,5 km sydväst om Texocuixpan. I omgivningarna runt Texocuixpan växer huvudsakligen savannskog.